# Cosmopterix facunda
Cosmopterix facunda là một loài bướm đêm thuộc họ Cosmopterigidae. Nó được tìm thấy ở Texas.
Com trưởng thành được sưu tập vào tháng 3.